# Винтер, Катя
Ка́тя Ви́нтер (англ. Katia Winter, род. 13 октября 1983 года, Стокгольм, Швеция) — шведская актриса. Наиболее известна по роли Катрины Крейн в телесериале «Сонная Лощина».

## Биография
Винтер родилась в Стокгольме, Швеция и переехала в Лондон в раннем детстве.
Вскоре после того, как Винтер переехала в США, она получила роль в фильме «Арена» с Келланом Латсом и Сэмюэлом Л. Джексоном. В 2012 году Винтер присоединилась к актёрскому составу телесериала «Декстер» с периодической ролью украинской стриптизерши Нади, работающей в Майамском клубе. В 2013 году получила постоянную роль Катрины Крейн в телесериале «Сонная Лощина».
С июня 2013 года Катя была замужем за музыкантом Джесси Гликом, в феврале 2016 года подала на развод.

## Избранная фильмография
| Год     | Название на русском        | Название на английском | Роль                | Примечания               |
| ------- | -------------------------- | ---------------------- | ------------------- | ------------------------ |
| 2005    | Шторм                      | Storm                  | девушка в баре      |                          |
| 2009    | Неубранные постели         | Unmade beds            | Ханна               |                          |
| 2011    | Арена                      | Arena                  | Милла               | Видео                    |
| 2012    | Морская полиция: Спецотдел | NCIS                   | Ава Барански        | Эпизод «Вам нужно знать» |
| 2012    | Декстер                    | Dexter                 | Надя                | 9 эпизодов               |
| 2013-15 | Сонная Лощина              | Sleepy Hollow          | Катрина Крейн       | 27 эпизодов              |
| 2013    | Секретный эксперимент      | Banshee Chapter        | Анна Роланд         |                          |
| 2015    | Рыцарь кубков              | Knight of Cups         | Кейт                |                          |
| 2017    | Ловушка Разума             |                        | Натали              |                          |
| 2017-18 | Легенды завтрашнего дня    | Legends of Tomorrow    | Фрейдис Эриксдоттир | 2 эпизода                |